# The Law of the Range (film, 1911)
Pour les articles homonymes, voir The Law of the Range.
The Law of the Range est un film muet américain réalisé par Milton J. Fahrney, sorti en 1911. C'est le premier film tourné par Nestor Studios, et l'un des premiers films réalisés à Hollywood.

## Synopsis
Un homme blanc devient l'ami d'un métis qui lui sauvera la vie…

## Fiche technique
- Titre : The Law of the Range
- Réalisation : Milton J. Fahrney
- Scénario : Milton J. Fahrney
- Producteur : David Horsley
- Date de sortie : 
  - États-Unis : 13 décembre 1911

## Distribution
- Harold Lockwood : Jack Corning